# Paul Guillamat
Paul Guillamat (født 1. juli 1877 i Carbonne, død 18. december 1957 i Paris) var en fransk operasanger (baryton) i begyndelsen af 1900-tallet og sangpædagog, som særligt gjorde sig bemærket i adskillige biroller på Opéra-Comique før første verdenskrig.

## Karriere
Guillamat var uddannet på musikkonservatoriet i Paris og blev ansat på Opéra-Comique i 1903, hvor han debuterede som Lothario i Mignon af Ambroise Thomas. Her medvirkede han i adskillige operapremierer, bl.a. Aphtodite (1906) af Camille Erlanger, Fortunio (1907) af André Messager, Macbeth (1910) af Ernest Bloch, On ne badine pas avec l'amour (1910) af Gabriel Pierné og La Jota (1911) af Raoul Laparra. På Opéra-Comique bestod hans repertoire ligeledes af rollerne som kongens minister i Fidelio, Sulpice i La Fille du régiment af Gaetano Donizetti, Jupiter i Philémon et Baucis og Ramon i Mireille af Charles Gounod, Bellamy i Les Dragons de Villars af Aimé Maillart, Nilakantha i Lakmé af Léo Delibes, Jahel i Le Roi d'Ys af Édouard Lalo, Remiggio i La Navarraise og Le Bailli i Werther af Jules Massenet samt lægen i Pelléas et Mélisande af Claude Debussy.
På Nationaloperaen i Paris optrådte han kun i 1907 som Zuniga i Carmen, mens han til gengæld med stor succes turnerede ved de store provinsteatre. Efter sin professionelle operakarriere fungerede han fra 1915-45 som sangpædagog på musikkonservatoriet i Paris, hvor han bl.a. underviste Lucienne Jourfier. Hans datter, Ginette Guillamat, var ligeledes operasanger.